# Maksátija
Maksátija (en ruso: Макса́тиха) es un asentamiento de tipo urbano de Rusia, capital del ókrug municipal homónimo en la óblast de Tver. Está ubicado en la margen izquierda del río Mologa, cerca de la desembocadura del río Volchina.
En 2021, el asentamiento tenía una población de 7620 habitantes.

## Historia
Maksátija apareció mencionada por primera vez en 1545. En el curso de la reforma administrativa llevada a cabo en 1708 por Pedro el Grande, se incluyó en la gobernación de Ingermanland (conocida desde 1710 como gobernación de San Petersburgo), pero en 1727 se transfirió a la gobernación de Moscú. En 1775, se formó el Virreinato de Tver y Maksátija fue transferido al Virreinato de Tver. En 1796, el virreinato de Tver se transformó en la gobernación de Tver . Maksatikha pertenecía al uyezd de Bezhetsky.
Desde 1924, Maksátija fue el centro del volost de Maksátija del uyezd de Bezhetsky de la gobernación de Tver, y en 1928, se le concedió el estatus de asentamiento de tipo urbano.
El 12 de julio de 1929 se abolieron las gobernaciones y los distritos. El distrito de Maksatijinski, con el centro administrativo en Maksátija, se estableció dentro del Bezhetsk Okrug del óblast de Moscú. El 23 de julio de 1930 se abolieron los okrugs y los distritos quedaron directamente subordinados al óblast. El 29 de enero de 1935 se estableció el óblast de Kalinin y el distrito de Maksatijinski fue trasladado al Óblast de Kalinin. 
El 9 de julio de 1937 el distrito de Maksatijinski se incluyó en el okrug nacional de Karelia, que se estableció como una autonomía de Tver Karelians. El 7 de febrero de 1939 se abolió el okrug. En 1990, el óblast de Kalinin pasó a llamarse óblast de Tver.

## Economía

### Industria
Hay empresas de la industria maderera y alimentaria en Maksátija.

### Transporte
La estación de tren de Maksátija se encuentra en el ferrocarril que conecta Rybinsk y Bologoye a través de Bezhetsk.
Maksátija está conectada por carreteras con Tver a través de Rameshki, con Bezhetsk, con Vyshny Volochyok y con Lesnoye. También hay carreteras locales con tráfico de autobuses que tiene su origen en Maksátija.

## Cultura y ocio

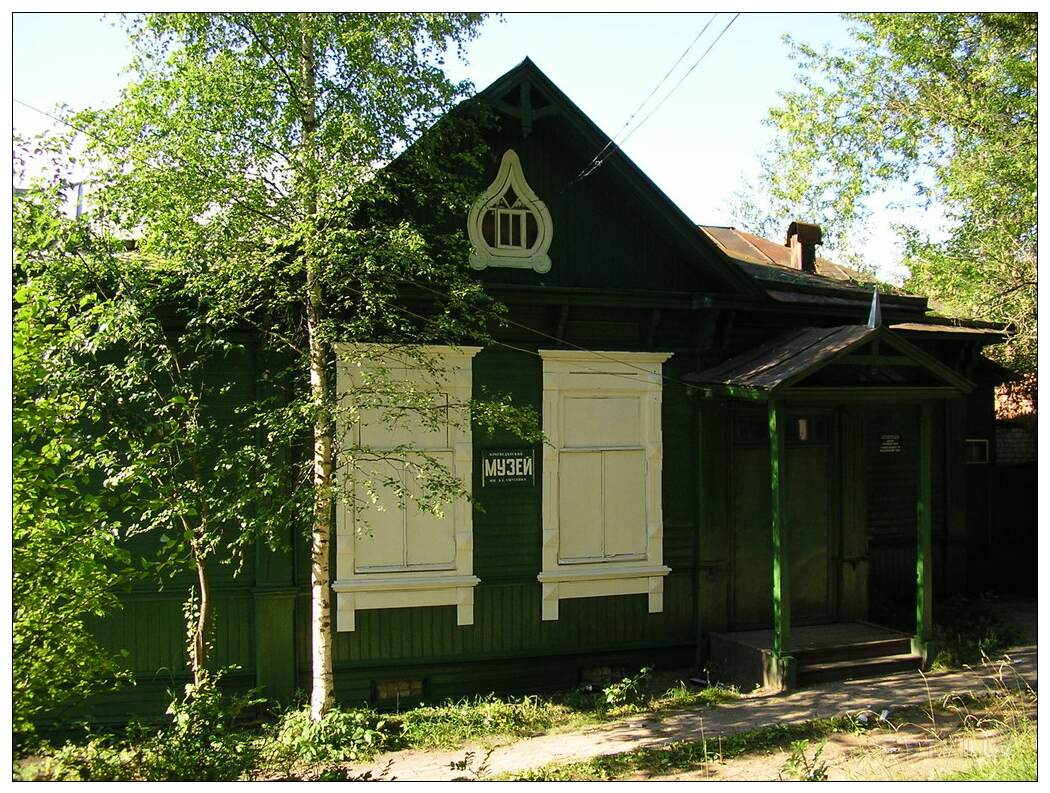
Museo local.

Maksátija contiene un objeto clasificado como patrimonio cultural e histórico de importancia local, que es la Iglesia de la Natividad. 